# Ascoparia neglecta
Espèce
Ascoparia neglecta est une espèce de némertodermatides de la famille des Ascopariidae, des vers marins microscopiques.

## Répartition
Cette espèce est endémique de Floride aux États-Unis, elle n'est connue que de Big Pine Key dans l'océan Atlantique Nord.

## Publication originale
- Sterrer, 1998 : New and known Nemertodermatida (Playthelminthes-Acoelomorpha) a revision. Belgian Journal of Zoology, vol. 128, p. 55-92.